# Orcagna

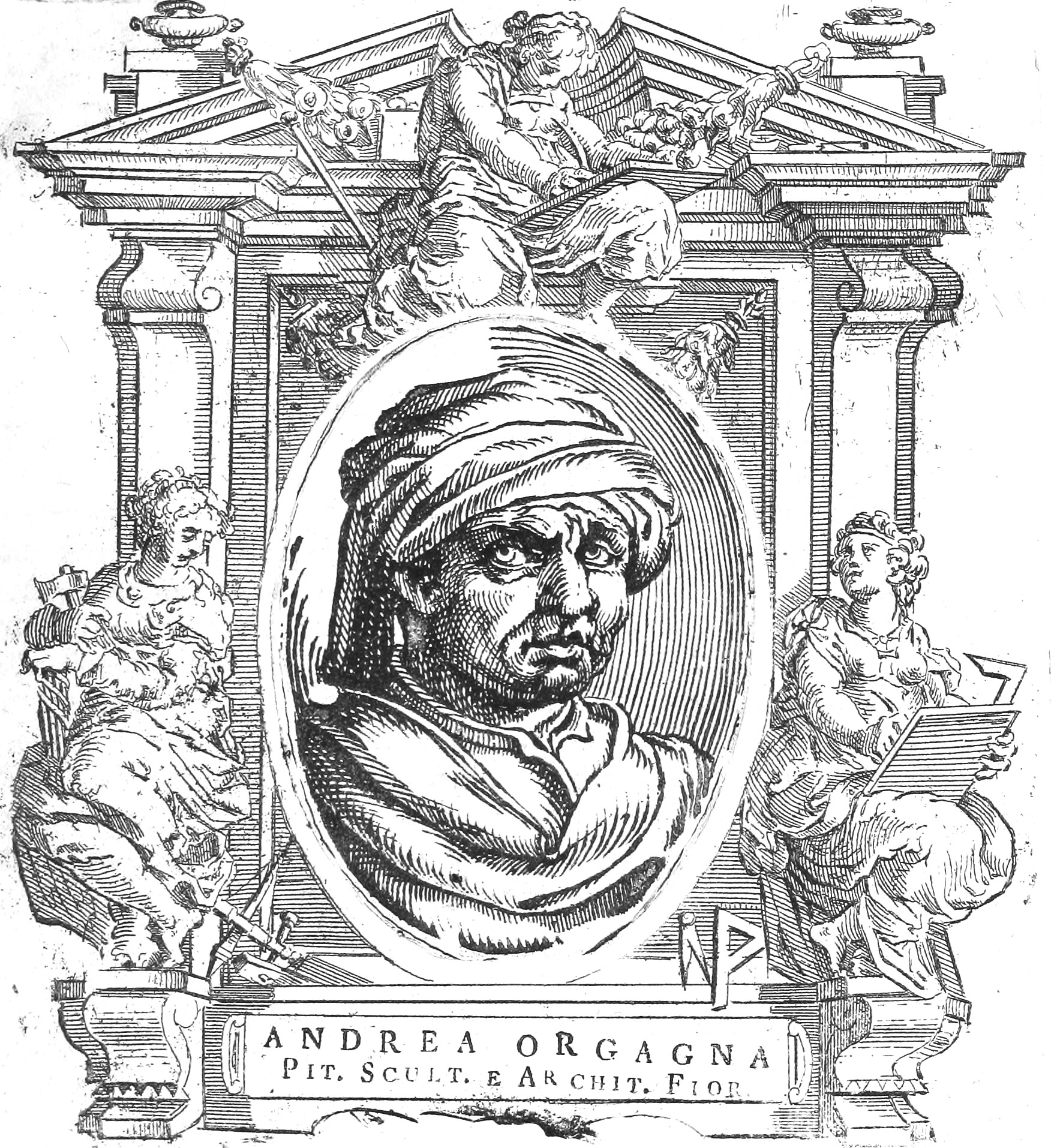
Porträt Andrea Orcagnas nach seinem – mutmaßlichen – Selbstporträt am Tabernakel von Or San Michele, Holzschnitt nach einer Vorlage von Giorgio Vasari, Vite (1568)

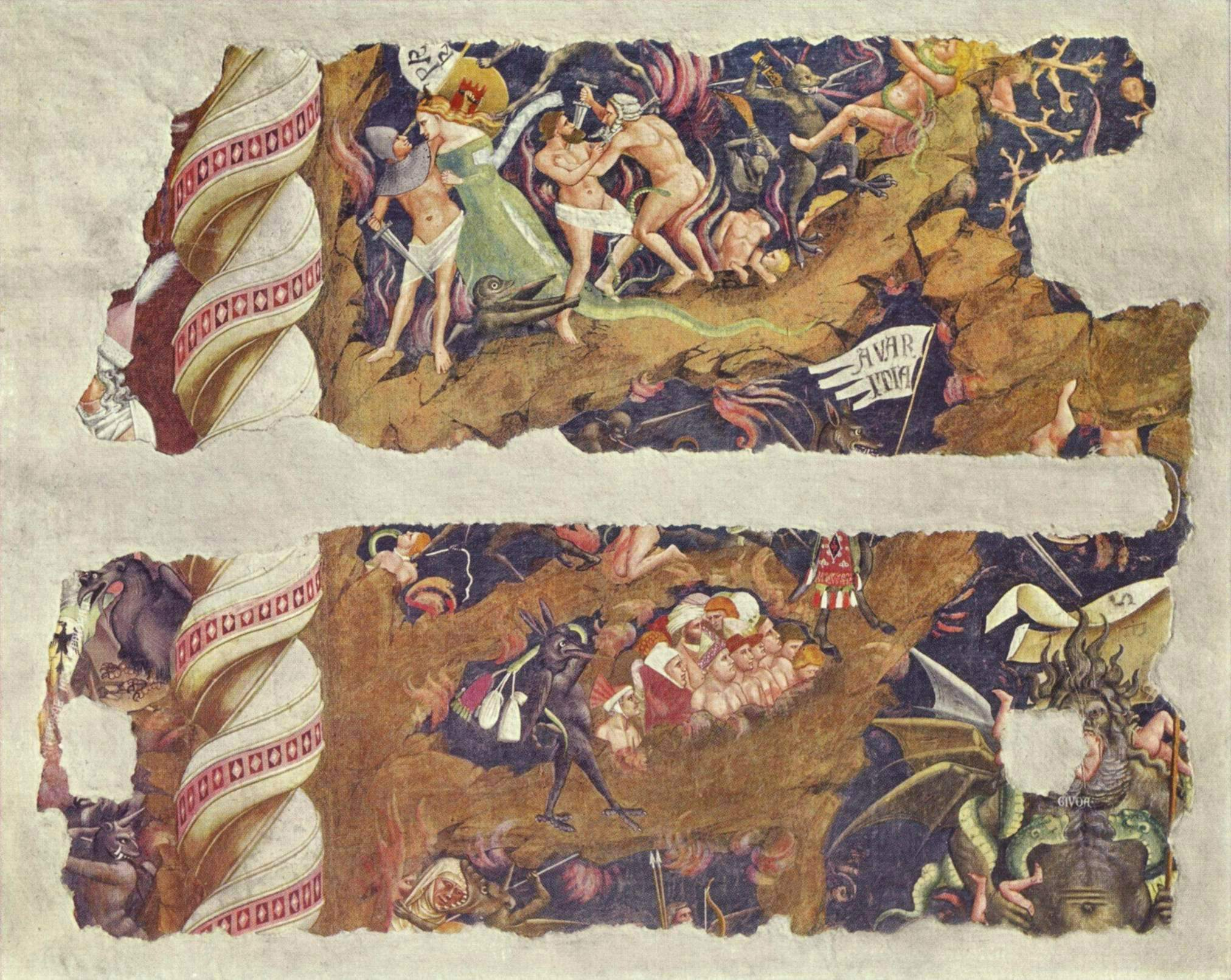
Triumph des Todes, Freskofragment

Andrea di Cione (* 1308, 1320 oder 1329 in Florenz; † nach dem 25. August 1368 ebenda), genannt Orcagna, war ein in Florenz tätiger Maler, Bildhauer und Architekt des 14. Jahrhunderts. Zu seinen berühmtesten Werken zählen das Altarbild der Cappella Strozzi in S. Maria Novella und das reichverzierte marmorne Tabernakel in der Florentiner Kirche Or San Michele von 1359.

## Leben
1343 taucht der Sohn eines Goldschmiedes erstmals in der Urkunde einer Zunft auf. 1352 wurde er Mitglied der Zunft der Steinbildhauer. Er unterhielt zusammen mit seinen jüngeren Brüdern Jacopo, Matteo und Nardo di Cione eine florierende Werkstatt in Florenz – die wohl bedeutendste ihrer Zeit. In der Cappella Strozzi im Querhaus von Santa Maria Novella in Florenz befindet sich ein von ihm signiertes und auf 1357 datiertes Altarbild mit Christus, der den Heiligen Petrus und Thomas von Aquin Schlüssel und Buch überreicht; hierbei handelt es sich um das einzige ihm sicher zuzuschreibende Tafelgemälde. Bemerkenswert ist, wie Orcagna die Einzeltafeln des Altars durch eine gemeinsame Standfläche der Figuren miteinander verbindet und sie über die Tafelrahmen hinweg kommunizieren lässt. Die Kapelle wurde von seinem Bruder Nardo freskiert.
Die National Gallery in London besitzt von ihm ein großes Altarwerk mit der Krönung Mariä durch Christus. Giorgio Vasari schreibt ihm in seinen Viten irrtümlich die Fresken im Camposanto zu Pisa mit dem Triumph des Todes, dem Jüngsten Gericht und der Hölle zu.
Die Fresken, die er in der Basilika von Santa Croce ausgeführt hat und die Lorenzo Ghiberti später in seinen Commentarii erwähnt, sind weitgehend verloren. Lediglich ein von der Wand abgenommenes Stück, das den Triumph des Todes darstellt, befindet sich im Museum dieser Kirche.
Als Architekt war er am Bau von Or San Michele in Florenz, dessen östlicher Teil ihm zugeschrieben wird, und an der Loggia dei Lanzi beteiligt. 1356 wurde er als leitender Architekt von Or San Michele in Florenz eingesetzt. 1358 wurde er mit seinem Bruder Matteo nach Orvieto gerufen, um an der dortigen Kathedrale mitzuwirken. 1364 war er wieder in Florenz beschäftigt.
Als Bildhauer führte er das Tabernakel im Innern von Or San Michele (1359) aus. Das Flachrelief auf der Rückseite zeigt die Himmelfahrt Mariens; unter den dargestellten Personen befindet sich nach Ansicht von Kunsthistorikern ein mutmaßliches Selbstporträt des Künstlers.
Im Jahr 1368 übernahm auf Grund einer Erkrankung von Andrea Orcagna sein Bruder Jacopo die weitere Ausführung eines Altarstückes; Andrea dürfte im selben Jahr verstorben sein.

## Familie
Andrea di Cione war mit Francesca di Bencino Azzucci verheiratet, mit der er zwei Töchter hatte.
- Tessa, heiratete Ruggiero di Benedetto.
- Romola, heiratete Cristofano di Ristoro.

Er hatte drei Brüder:
- Bernardo, genannt Nardo di Cione, trat 1364 in die Compagnia de’ Pittori ein.
- Ristoro di Cione war ein Beamter.
- Iacopo di Cione, trat 1388 in die Compagnia de’ Pittori ein.

## Werke (Auswahl)
- Der Hl. Matthäus und Szenen aus seinem Leben, 1368, Holz, 290 × 265 cm. Florenz, Galleria degli Uffizi.
- Triptychon: Christus mit Maria und Heiligen, 1357, Holz. Florenz, Santa Maria Novella, Cappella Strozzi.
- Triumph des Todes (Fragment), Fresko. Florenz, Santa Croce.